# Министарство за европске интеграције Републике Србије
Министарство за европске интеграције Републике Србије обавља послове државне управе у области европских интеграција и сарадње са Европском унијом.
Седиште министарства се налази на општини Савски венац у Немањиној улици број 34.
Актуелни министар је Тања Мишчевић.

## Историјат
Народна скупштина Републике Србије је 26. јуна 2017. године, усвојила Закон о изменама и допунама Закона о министарствима ("Службени гласник РС", бр. 62/2017), којим је основано Министарство за европске интеграције.
Министарство је са радом почело 27. јуна, а тога дана је престала да постоли Канцеларија за европске интеграције Владе Србије.

## Делокруг
Законом о изменама и допунама Закона о министарствима ("Службени гласник РС", бр. 62/2017), одређен је делокруг Министарства за европске интеграције, те је одређено да оно обавља послове државне управе и и стручне послове који се односе на координацију, праћење  и извештавање у вези са процесом придруживања и приступања Европској  унији; координацију приступних преговора са Европском унијом и рада тела  основаних за потребе преговора; усмеравање рада Преговарачког тима за  вођење преговора о приступању Републике Србије Европској унији и давање  обавезних инструкција и упутстава, сходно политици Владе; аналитичку  подршку раду Преговарачког тима; координацију спровођења Споразума о стабилизацији и придруживању и рада заједничких тела основаних тим  споразумом; координацију припреме стратешких докумената у вези са  процесом приступања Европској унији; координацију припреме и спровођења  Националног програма за усвајање правних тековина Европске уније;  координацију сарадње органа државне управе са Европском комисијом и  другим стручним телима Европске уније, као и сарадњу у процесу  придруживања и приступања са институцијама Европске уније, државама чланицама, кандидатима и потенцијалним кандидатима; праћење и подстицање усклађивања прописа Републике Србије са прописима и стандардима Европске уније и обавештавање Европске уније и јавности о томе; помоћ министарствима и посебним организацијама у усклађивању прописа са прописима Европске уније; успостављање и развој система за коришћење структурних и кохезионих фондова Европске уније; припрему докумената којим се дефинишу развојни циљеви и приоритети за финансирање из структурних и кохезионих фондова Европске уније; праћење спровођења, вредновање и извештавање о спровођењу програмских докумената финансираних из структурних и  кохезионих фондова Европске уније; координацију процеса селекције и приоритизације инфраструктурних пројеката за финансирање из средстава Европске уније и осталих извора; координацију програмирања ИПА средстава, као и идентификацију средстава и утврђивање приоритета за финансирање из ИПА средстава и средстава међународне помоћи; праћење и извештавање о реализацији ИПА средстава и средстава међународне помоћи у сврху испуњавања стратешких развојних приоритета; организацију процеса вредновања спровођења ИПА програма; координацију међународне билатералне и мултилатералне донаторске помоћи Републици Србији; руковођење оперативном структуром и националним телом за програме прекограничне и транснационалне сарадње; учествовање у заједничким одборима за праћење и усмеравање рада заједничких одбора за праћење програма, као и рада заједничких техничких секретаријата за програме прекограничне сарадње на територији Републике Србије; координирање инструментима за спровођење макро-регионалних стратегија; праћење извршавања обавеза које министарства и посебне организације имају у придруживању и приступању Европској унији; координацију превођења и припреме националне верзије прописа Европске уније и превода законодавства Републике Србије на један од званичних језика Европске уније; информисање јавности и промоцију активности у процесу придруживања и приступања Европској унији и коришћењу међународне развојне помоћи, укључујући ИПА средства; координацију и спровођење обуке из области Европске уније.

## Организациона структура

### Сектор за координацију процеса приступања, координацију припреме и спровођења Националног програма за усвајање правних тековина Европске уније и праћење Споразума о стабилизацији и придруживању
У оквиру Сектора за координацију процеса приступања, координацију припреме и спровођења Националног програма за усвајање правних тековина Европске уније и праћење Споразума о стабилизацији и придруживању, постоје следеће организационе јединице:
1. Одељење за политичке критеријуме и правду, слободу и безбедност;
2. Одељење за животну средину, пољопривреду и рурални развој;
3. Одељење за економске критеријуме и припрему предлога аката у процесу усклађивања прописа;
4. Одељење за подршку приступним преговорима.[2]

### Сектор за планирање, програмирање, праћење и извештавање о средствима ЕУ и развојној помоћи
У оквиру Сектора за планирање, програмирање, праћење и извештавање о средствима ЕУ и развојној помоћи, постоје следеће организационе јединице:
1. Одељење за планирање и програмирање средстава ЕУ и развојне помоћи у области изградње институција и друштвеног развоја;
2. Одељење за планирање и програмирање средстава ЕУ и развојне помоћи у области економског, инфраструктурног и регионалног развоја;
3. Одељење за праћење и извештавање о средствима ЕУ и развојној помоћи у области изградње институција и друштвеног развоја;
4. Одељење за праћење и извештавање о средствима ЕУ и развојној помоћи у области економског, инфраструктурног и регионалног развоја;
5. Група за успостављање и развој система за управљање структурним фондовима и кохезионим фондом Европске уније;
6. Група за комуникационе активности и хоризонталне послове.[3]

### Сектор за програме прекограничне и транснационалне сарадње и сарадњу са органима и организацијама на локалном и регионалном нивоу ради ефикаснијег коришћења фондова
У оквиру овог сектора, постоје следеће унутрашње организације јединице:
1. Одељење за планирање, успостављање и надзор над системом управљања програма прекограничне и транснационалне сарадње и координацију макрорегионалних стратегија ЕУ;
2. Одсек за подршку руководиоцу Оперативне структуре и Националног тела;
3. Група за сарадњу са органима и организацијама на локалном и регионалном нивоу ради ефикаснијег коришћења фондова.[4]

### Сектор за комуникације и обуку и припрему српске верзије правних тековина Европске уније
У овом сектору, постоје следеће организационе јединице:
1. Одељење за комуникације;
2. Група за обуку;
3. Одељење за припрему српске верзије правних тековина Европске уније.[5]

### Секретаријат Министарства
У Секретаријату Министарства постоје два одељења:
1. Одељење за правне и опште послове;
2. Одељење за финансијске послове.[6]